# Phenacoccus longoi
Phenacoccus longoi är en insektsart som beskrevs av Russo 1994. Phenacoccus longoi ingår i släktet Phenacoccus och familjen ullsköldlöss.
Artens utbredningsområde är Italien. Inga underarter finns listade i Catalogue of Life.